# Raquel Silva
Raquel Peluci Xavier da Silva, född 30 april 1978 i Rio de Janeiro, är en brasiliansk före detta volleybollspelare.
Silva blev olympisk bronsmedaljör i volleyboll vid sommarspelen 2000 i Sydney.

## Klubbar
| Klubb                | Land      | Från | Till |
| -------------------- | --------- | ---- | ---- |
| Flamengo             | Brasilien | 1991 | 1996 |
| Botafogo             | Brasilien | 1996 | 1996 |
| MRV-Suggar/Minas     | Brasilien | 1996 | 1997 |
| Rexona               | Brasilien | 1997 | 1999 |
| MRV/Minas            | Brasilien | 1999 | 2000 |
| Vasco da Gama        | Brasilien | 2000 | 2001 |
| Rexona               | Brasilien | 2001 | 2003 |
| MRV/Minas            | Brasilien | 2003 | 2004 |
| Japan Tobacco        | Japan     | 2004 | 2005 |
| VK Zaretje Odintsovo | Ryssland  | 2005 | 2006 |
| Finasa/Osasco        | Brasilien | 2006 | 2007 |
| GS Caltex Seoul KIXX | Sydkorea  | 2007 | 2008 |
| Rexona/AdeS          | Brasilien | 2008 | 2008 |
| Pinheiros/Mackenzie  | Brasilien | 2008 | 2009 |
| Sarıyer BSK          | Turkiet   | 2011 | 2012 |